# مكتب الدولة لحماية الدستور (ألمانيا)
مكتب الدولة لحماية الدستور (بالألمانية: Landesbehörde für Verfassungsschutz)‏ هي وكالة أمنية على مستوى الدولة في ألمانيا.
في سبع ولايات فيدرالية في ألمانيا، هي وكالة شبه مستقلة ويقدم تقارير إلى وزارة الداخلية بالولاية. في الولايات الفيدرالية التسع المتبقية، يتم تنظيمها على أنها قسم داخل وزارة الداخلية بالولاية.